# Серажим, Алексей Михайлович
Алексей Михайлович Серажим (род. 26 ноября 1935) — генерал-майор авиации ВВС СССР, начальник Барнаульского высшего военного авиационного училища лётчиков в 1979—1983 годах.

## Биография
Родился 26 ноября 1935 года в Ростовской области в крестьянской семье. Отец погиб в 1942 году в боях под Курском. В 1950 году Алексей окончил семь классов школы и поступил в спецшколу для подготовки к авиационной службе. Два года отучился в Актюбинске, после чего прошёл полный курс обучения в авиационном училище в Орске, окончив его в 1956 году в звании лейтенанта и с должностью «лётчик-инструктор бомбардировочного полка». Там же он продолжил свою карьеру.
Серажим окончил командный факультет Военно-воздушной академии имени Ю. А. Гагарина, с 1970 по 1973 годы служил в Барнаульском высшем военном авиационном училище лётчиков (Барнаульском ВВАУЛ). С января 1974 года — командир бомбардировочного полка в Кутаиси. В 1974 году назначен первым заместителем Барнаульского ВВАУЛ. С 14 июня 1979 года по 15 ноября 1983 года — начальник училища, произведён в 1981 году в генерал-майоры. С 1983 года в течение последующих 10 лет работал в Военно-воздушной академии имени Ю. А. Гагарина заместителем и начальником факультета заочного обучения. Защитил кандидатскую диссертацию, стал доцентом и был избран членом-корреспондентом Академии военных наук.
Общий стаж службы генерал-майора Серажима насчитывает 30 лет, стаж преподавательской работы — 9 лет. После выхода в отставку занялся вопросами ветеранского движения, занял пост заместителя председателя ветеранской организации Военно-воздушной академии в Монино.
Воспитал двух сыновей: старший сын — авиационный инженер, полковник ВВС; младший — хирург, кандидат медицинских наук.

## Награды
- орден «За службу Родине в Вооружённых Силах СССР» II и III степеней[1]
- медали[1]
- Лауреат премии Правительства России (2012)[1]
- Почётная грамота Администрации Алтайского края (29 июля 2019) — за заслуги в деле подготовки кадров для Военно-воздушных сил СССР и Российской Федерации и в связи с 50-летием со дня создания Барнаульского высшего военного авиационного училища летчиков имени Главного маршала авиации Вершинина К.А.[источник не указан 210 дней]